# Meteahnă
Meteahnă este o operă literară scrisă de Ion Luca Caragiale. A fost publicată în 1909.